# 페르닥시우스
페르닥시우스(Perdaxius, sc, it; 사르데냐어로는 Perdaxus라고도 표기)는 사르데냐어로 이탈리아 사르데냐 지역의 수드사르데냐도에 있는 코무네이다. 칼리아리 서쪽으로 약 45 킬로미터 (28 mi), 카르보니아 동쪽으로 약 9 킬로미터 (6 mi) 떨어진 곳에 위치한다. 2004년 12월 31일 기준으로 인구는 1,466명이며 면적은 29.5 제곱킬로미터 (11.4 mi2)이다.
페르닥시우스는 다음 지방 자치체와 접해 있다: 카르보니아, 나르카오, 트라탈리아스, 빌라페루초.